# Ngựa hoang
Ngựa hoang hay ngựa hoang dã (Equus ferus) là những con ngựa không bị thuần hóa bởi con người. Đây là một loài thuộc chi Equus trong đó bao gồm như phân loài ngựa đã được thuần hóa (Equus ferus caballus) cũng như loài ngựa Tarpan chưa bị thuần hóa (Equus ferus ferus) mà ngày nay đã tuyệt chủng và những con ngựa nguy cơ tuyệt chủng là ngựa Przewalski (Equus ferus przewalskii).

## Tổng quan
Ngựa Przewalski được cứu thoát khỏi bờ vực tuyệt chủng và tái nhân rộng thành công trong tự nhiên. Các con ngựa Tarpan đã bị tuyệt chủng trong thế kỷ 19 mặc dù nó là một tổ tiên có thể có của con ngựa nhà và đi lang thang các thảo nguyên của lục Á-Âu tại thời điểm thuần chủng. Tuy nhiên, khác phân loài của Equus ferus có thể tồn tại và có thể là có nguồn gốc con ngựa thuần hóa. Kể từ khi sự tuyệt chủng của ngựa Tarpan nhiều nỗ lực đã được thực hiện để tái tạo lại kiểu hình của con ngựa này và kết quả là có giống ngựa như Konik và ngựa Heck.
Thuật ngữ ngựa hoang cũng được sử dụng một cách thông tục để chỉ đàn ngựa tự do như những con ngựa hoang như Mustang ở Hoa Kỳ, Brumby tại Úc, và nhiều nước khác. Những con ngựa hoang dã là thành viên chưa được thuần hóa của loài ngựa nhà (Equus ferus caballus).
Hiện nay ở đảo Sable là thiên đường của những chú ngựa hoang dã tự do đi lại khắp đảo. Hòn đảo này còn nổi tiếng với 400 con ngựa hoang dã. Những chú ngựa hiện sống trên hòn đảo này là hậu duệ của những con ngựa bị tịch thu từ chuyến hàng ở Acadians, khi đi ngang qua hòn đảo mà buộc phải bỏ lại một cách bất đắc dĩ trước đây.

## Hình ảnh

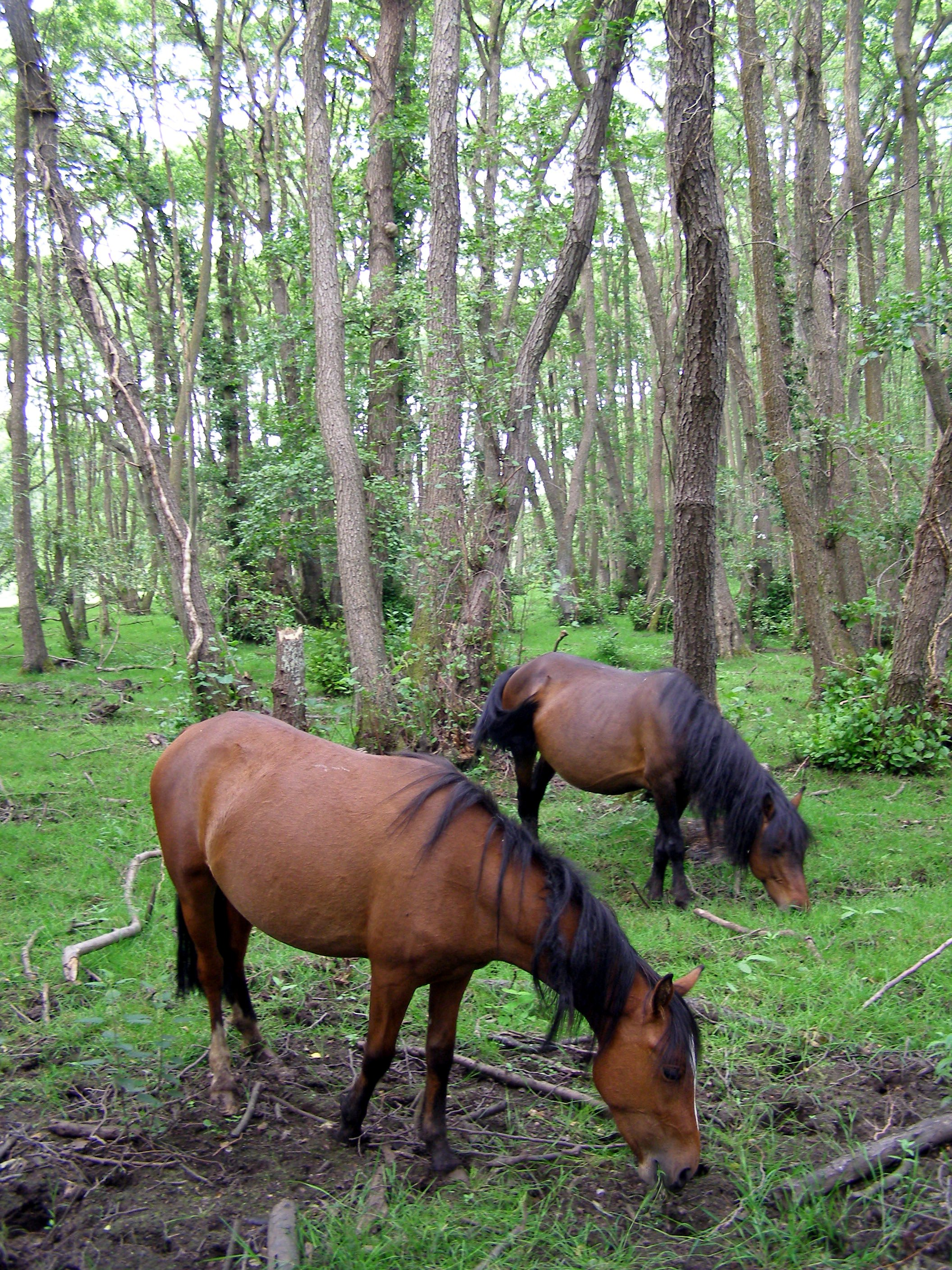
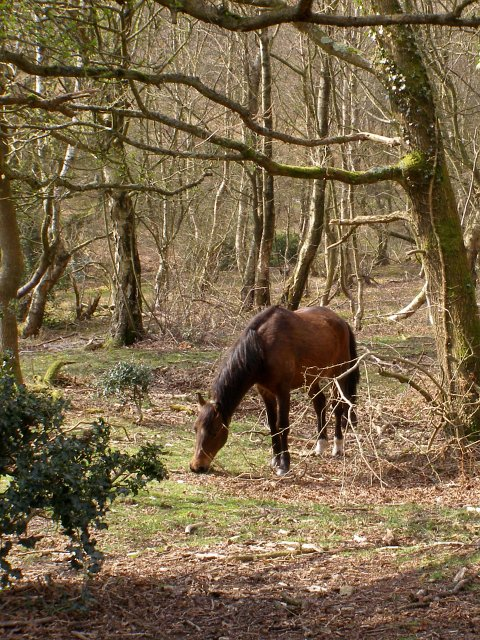
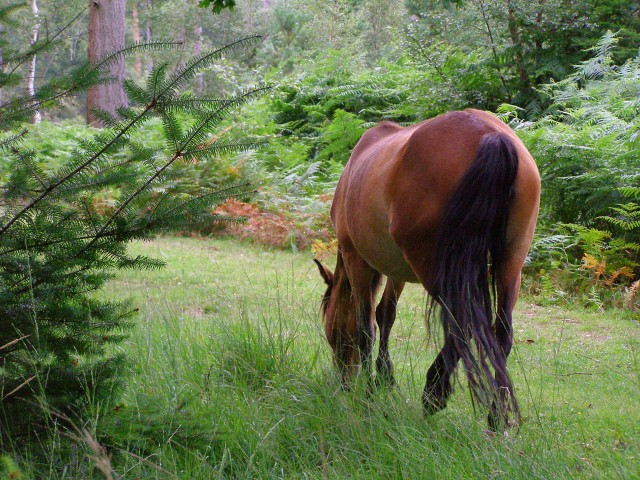
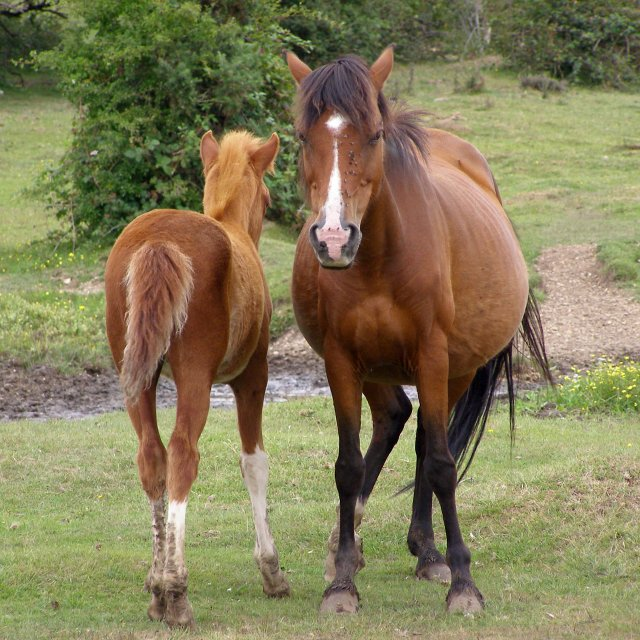
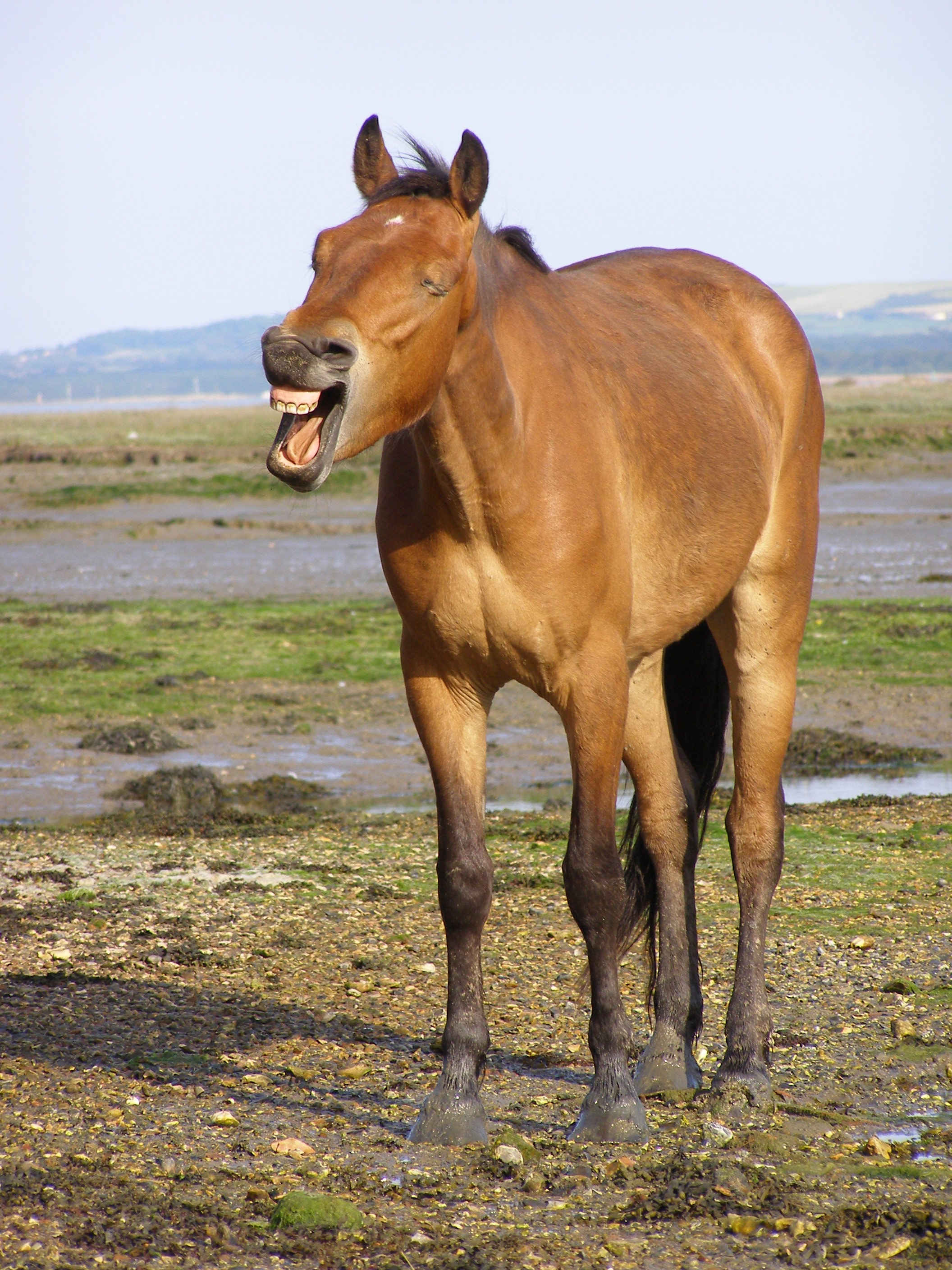
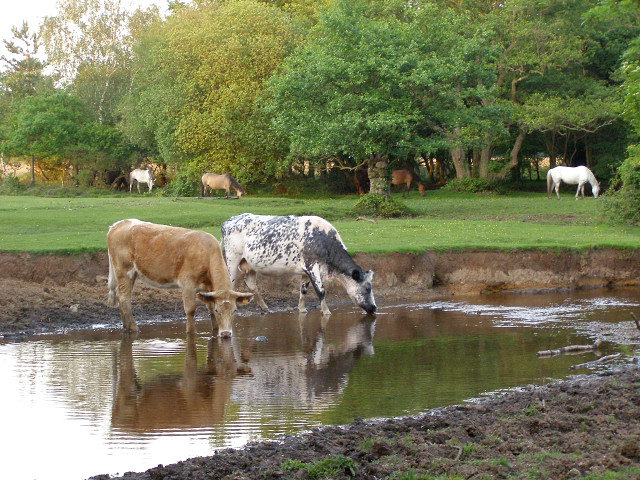
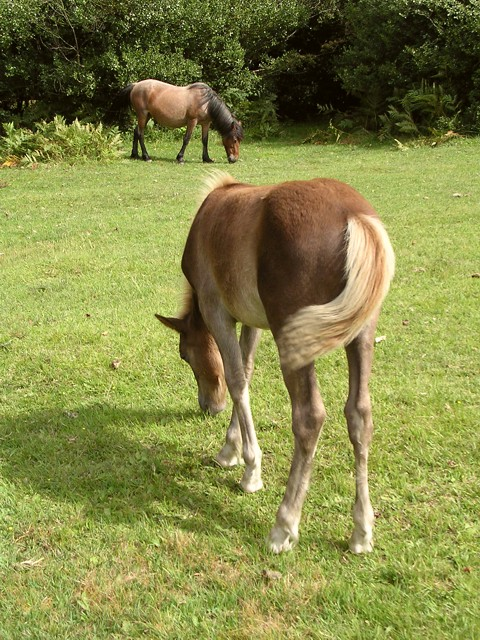
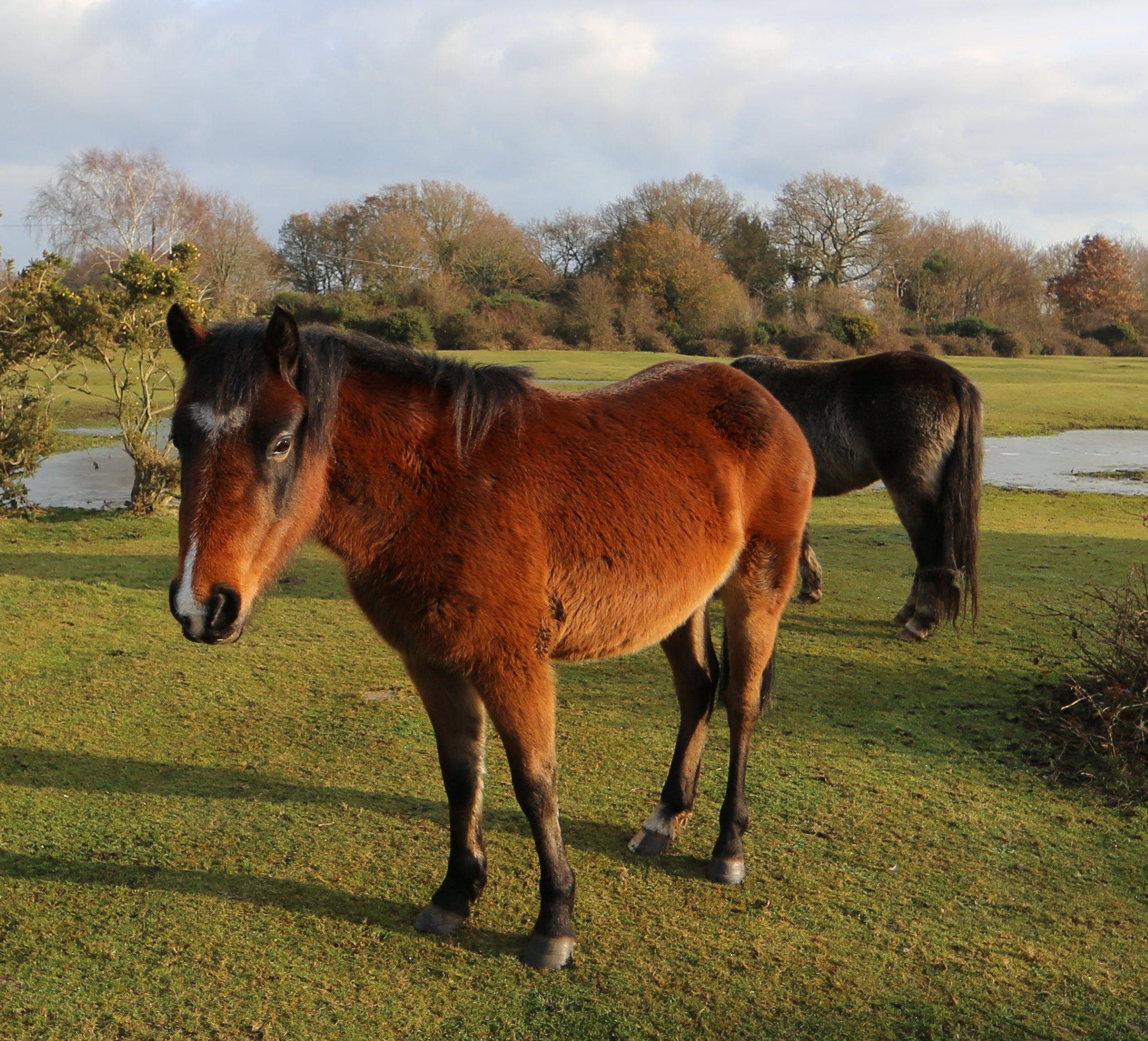
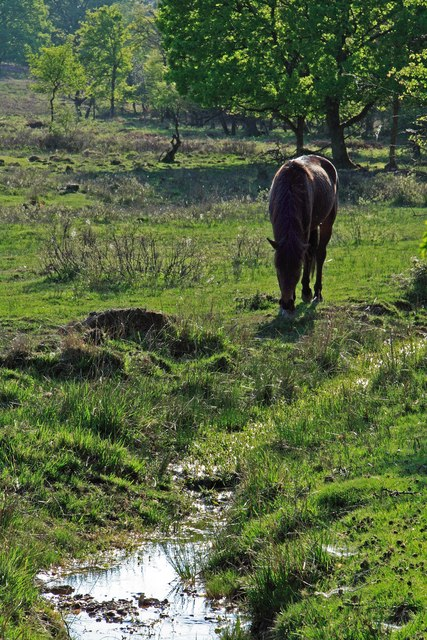
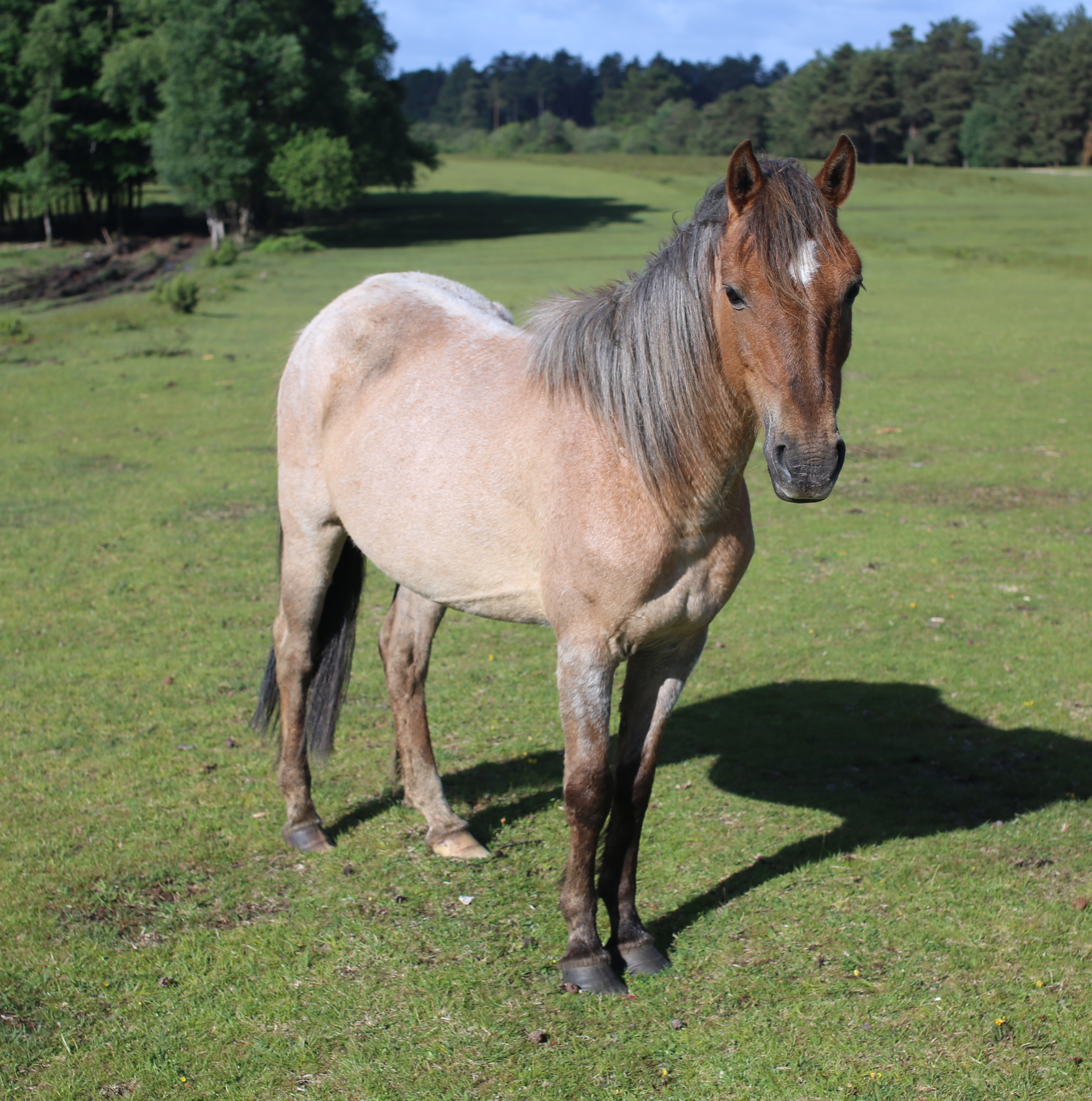
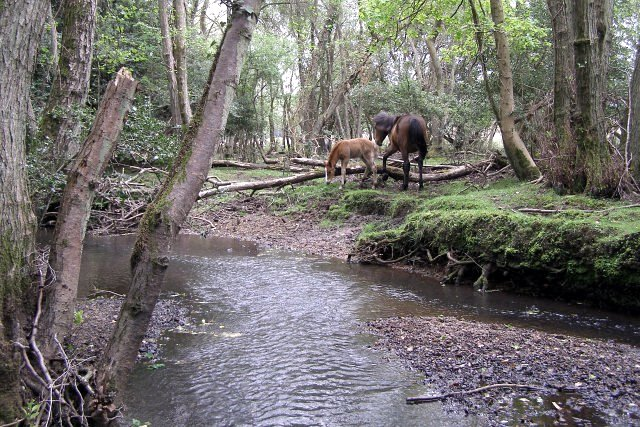
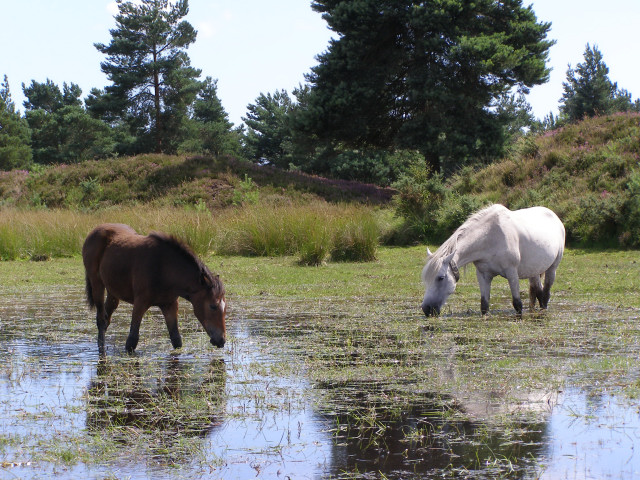
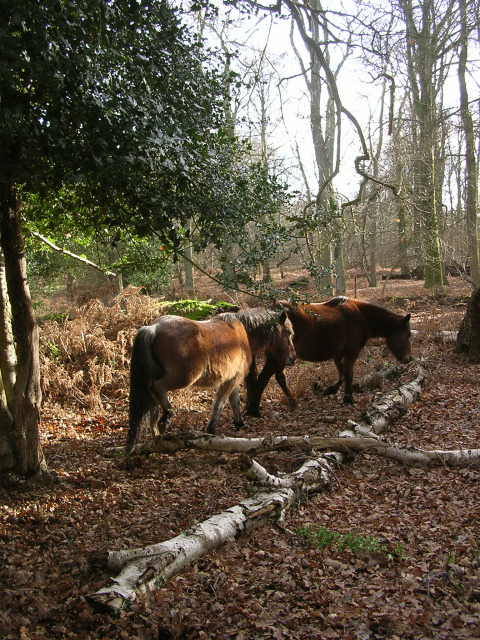
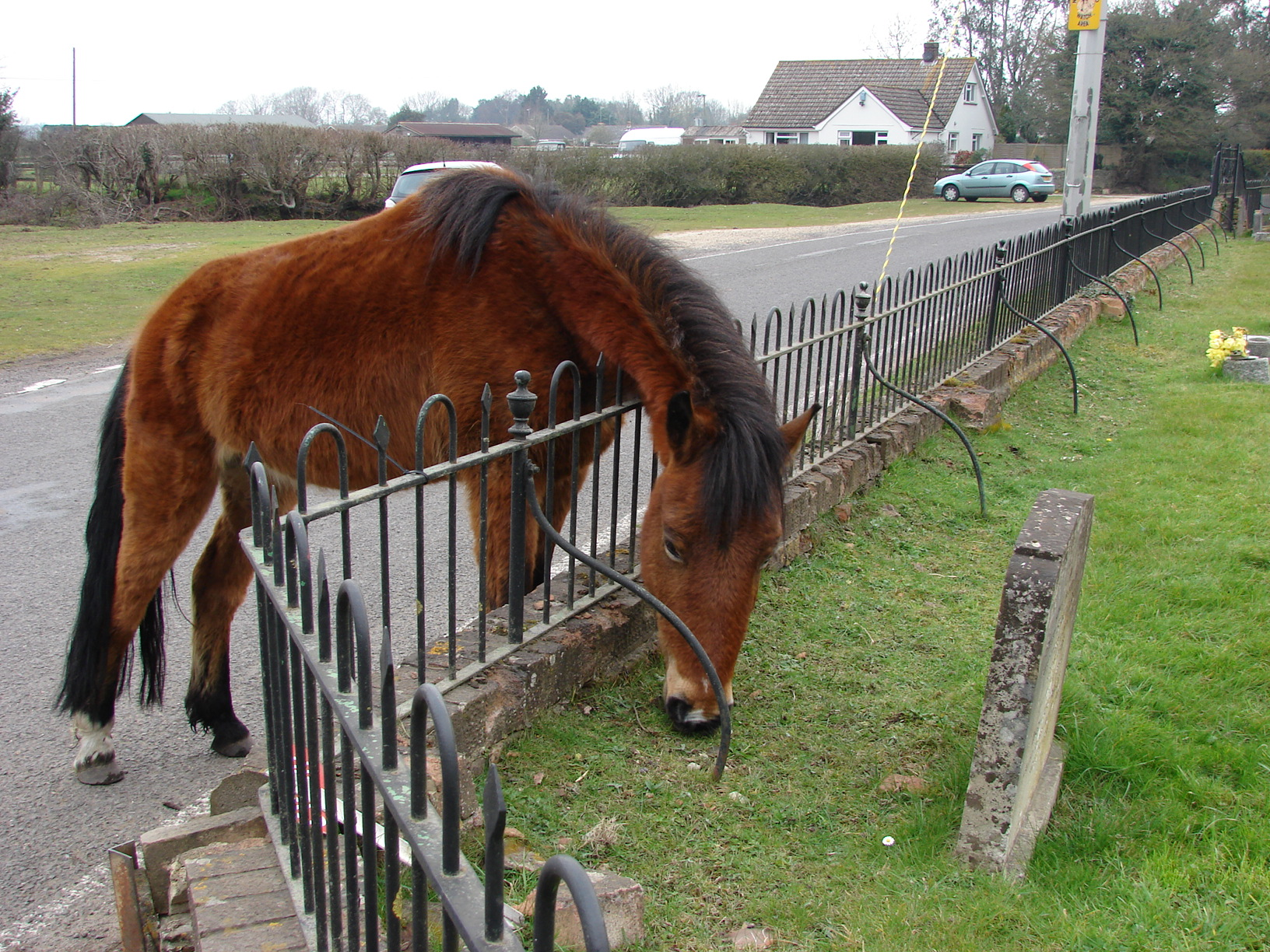